# Mathematisch-Feinmechanisches Institut

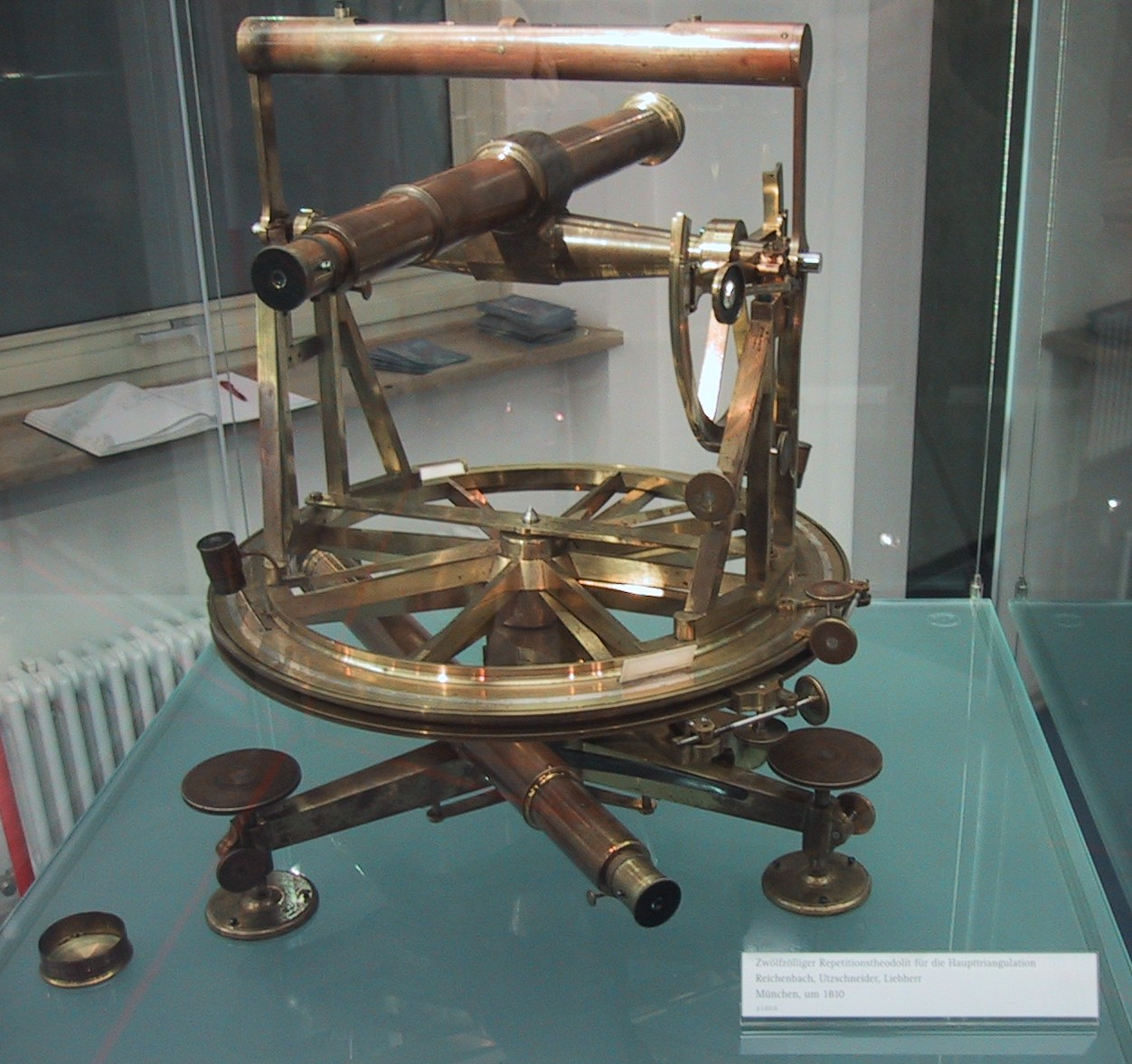
Repetitionstheodolit des Mathematisch-Feinmechanischen Instituts

Das Mathematisch-Feinmechanische Institut in München war unter der Leitung von Georg von Reichenbach in der ersten Hälfte des 19. Jahrhunderts ein bedeutender Hersteller präziser mathematischer und astronomischer Instrumente.
Es hatte gemeinsame Wurzeln mit dem einige Jahre jüngeren Optischen Institut unter der Leitung von Joseph von Fraunhofer, von dem es die optischen Linsen bezog und das das führende Unternehmen für den Bau der größten und leistungsstärksten Refraktoren wurde.
Das Mathematisch-Feinmechanisches Institut ging später auf Traugott Ertel über und bestand unter dessen Rechtsnachfolgern noch bis 1984.

## Geschichte
Der junge Artilleriehauptmann Georg Reichenbach hatte seit 1802 zusammen mit Joseph Liebherr in dessen Werkstatt in München die von ihm entwickelte Kreisteilungsmaschine sowie erste mathematische und astronomische Instrumente hergestellt. Durch den Hofastronom Ulrich Schiegg lernten sie den Unternehmer Joseph Utzschneider kennen, der die für eine Erweiterung des Geschäfts erforderlichen finanziellen Mittel beisteuerte und mit ihnen 1804 das mathematische und physikalische Institut der Herren Reichenbach, Utzschneider, und Liebherr gründete, das spätere Mathematisch-Feinmechanische Institut. Kurz darauf wurde der junge Fraunhofer eingestellt, der von Reichenbach mit den Worten begrüßt wurde: Das ist der Mann, den wir suchen; der wird leisten, was uns noch fehlt.
Das Unternehmen war zwar erfolgreich, aber die von Reichenbach angestrebte Perfektion ließ sich ohne das benötigte Flintglas nicht erreichen, das damals nur in Cork und Birmingham hergestellt wurde, oft nicht in der benötigten Qualität und Menge und nach Napoleons Kontinentalsperre gar nicht mehr erhältlich war. Um dem abzuhelfen, richtete Utzschneider 1806 in dem kurz zuvor von ihm erworbenen säkularisierten Kloster Benediktbeuern eine Hütte für optisches Glas ein, die zunächst von Pierre-Louis Guinand, ab 1807 von Fraunhofer geleitet wurde. 1809 wurde von Utzschneider, Reichenbach und Fraunhofer das Optische Institut in Benediktbeuern gegründet, das das optische Glas herstellte und gemäß einer Preisliste an das Mathematisch-Feinmechanische Institut lieferte. Fraunhofer führte dort seine Forschungen über den Brechungsindex verschiedener Gläser und zum Spektrum der Sonne durch. Mit der Entwicklung eines von chromatischer Aberration weitgehend freien Fraunhofer-Objektivs erlangten beide Institute Weltgeltung.
1811 nahm Reichenbach Abschied vom Militär, um sich ganz seinen Aufgaben im Mathematisch-Feinmechanisches Institut widmen zu können.
Liebherr schied 1812 aus dem Unternehmen aus.
1814 führte unterschiedliche Geschäftsauffassungen zur Trennung von Reichenbach und Utzschneider. Auf Wunsch von Reichenbach schieden Utzschneider aus dem Mathematischen und Reichenbach aus dem Optischen Institut aus. Das Mathematisch-Feinmechanisches Institut bezog auch später unter dem Namen T. Ertel & Sohn seine optischen Bauteile weiterhin ausschließlich vom Optischen Institut  Utzschneiders bzw. Merz’.
Reichenbach nahm im August 1815 Traugott Ertel als Gesellschafter in sein Mathematisch-Feinmechanisches Institut auf, der dort zuvor als Meister tätig war. Im November 1815 kaufte Reichenbach das Haus Liebherrs und zog mit dem Mathematischen Institut dort ein.
1821 verkaufte Reichenbach seine Anteile und somit das komplette Mathematisch-Feinmechanische Institut an Traugott Ertel, da seine anderweitigen Verpflichtungen als Oberberg- und Salinenrat und Direktor des Ministerial-Baubüros ihm kaum noch Zeit für Astronomie und Instrumentenbau ließen.
Ertel führte das Unternehmen zunächst noch unter der unveränderten Firma fort. Er konzentrierte die Produktion auf hochwertige Vermessungsinstrumente wie Theodolite und Meridiankreise. Im Jahr 1834 benannte er die Firma in „T. Ertel & Sohn“ um.
Traugott Leberecht von Ertel starb 1858. Sein Sohn Georg führte das renommierte Unternehmen mit etwa hundert Mitarbeitern weiter. 1890 kaufte August Diez sämtliche Anteile am Unternehmen auf, das als Ertel-Werk für Feinmechanik bis 1944 bestand, als es nach einem Bombenangriff am 25. April 1944 völlig ausbrannte. Das Werk fand nach dem Krieg vorübergehend einen neuen Standort in der Münchner Kuglmüllerstraße, bevor es am 1. Juni 1957 von München nach Puchheim verlegt wurde, wo es bis zur Insolvenz 1984 bestand.

## Technische Leistungen des Instituts
Reichenbach baute in dem Mathematisch-Feinmechanischen Institut insbesondere transportable Instrumente, die sich wie folgt einteilen lassen:
a) terrestrische Kreise oder Horizontal- oder Azimuthalkreise (Theodolite);
b) astronomische Kreise oder Vertikalkreise;
c) astronomische Theodolite (eine Kombination aus a und b)
d) Bordakreise;
e) Universalinstrumente.
Reichenbach schuf den Typus des Theodolit, der in den folgenden vierzig Jahren bei den Landesvermessungen in Deutschland verwendet wurde. Verglichen mit den Theodoliten von Ramsden, die bis dahin die Maßstäbe setzten, hatten Reichenbachs Theodolite nur einen halb so großen Kreisdurchmesser, einen kleineren Aufbau und damit eine festere Konstruktion und erlaubten aufgrund ihrer Fertigung mit seiner Kreisteilungsmaschine und dem optischen Glas aus Benediktbeuern dennoch eine genauere Ablesung.
Reichenbach verbesserte auch den bei der bayerischen Steuerkataster-Kommission mehrere Jahre eingesetzten Messtisch, für den er den Reichenbach-Distanzmesser entwickelte.
Berühmt wurden die großen, mit Fraunhofer-Objektiven ausgestatteten astronomischen Instrumente, die Reichenbach u. a. 1819 an die von Carl Friedrich Gauß geleitete Sternwarte Göttingen und an die von Friedrich Wilhelm Bessel geleitete Sternwarte Königsberg lieferte. Weitere Kunden des Mathematisch-Feinmechanischen Instituts waren die Observatorien in Prag, Warschau, die Universität in Pest, die auf dem Blocksberg in Ofen neu erbaute Sternwarte, die Universitätssternwarte Wien, das Pariser Observatorium, das Astronomische Observatorium Uppsala, die Sternwarte Dorpat, das Observatorium der Universität Kopenhagen, das Osservatorio Astronomico di Brera in Mailand, das neue Osservatorio Astronomico di Capodimonte in Neapel, die Sternwarte Lilienthal bei Bremen, die Mannheimer Sternwarte und die Sternwarte in München.